# Oldair
Oldair Barchi, detto Oldair (San Paolo, 1º luglio 1939 – 31 ottobre 2014), è stato un calciatore brasiliano, di ruolo difensore.

## Caratteristiche tecniche
(Oldair)
Giocava come difensore, più precisamente come terzino sinistro, sebbene avesse iniziato la carriera come centrocampista. Le sue caratteristiche principali erano la tenacia, il carisma e la duttilità tattica, che gli permisero di diventare uno dei giocatori più amati dalla tifoseria dell'Atlético Mineiro, nonché il capitano della squadra che vinse il Primeiro Campeonato Nacional de Clubes.

## Carriera

### Club
Iniziò la carriera nel 1958 con il Palmeiras, nel cui settore giovanile aveva giocato in qualità di centrocampista. Il Fluminense si aggiudicò le sue prestazioni nel 1960, e il giocatore si espresse su buoni livelli, ed arrivò alla vittoria del Campionato Carioca nel 1964. Nel 1966 cambiò squadra ma non stato, trasferendosi al Vasco da Gama; fu in tale club che venne spostato in posizione di laterale sinistro, aumentando così il valore del suo gioco.
Nel 1968 passò all'Atlético Mineiro, ricevendo la nomina a miglior giocatore del Campionato Mineiro 1970 e la fascia di capitano, una volta superati i dissidi con il tecnico Yustrich. Nel 1971 fu il leader difensivo della squadra che conquistò il primo campionato brasiliano della storia. Al momento di lasciare l'Atlético Mineiro, contava 282 presenze e 61 gol in tutte le competizioni, con 42 partite e 8 reti segnate in campionato. Terminò poi la carriera con l'ESAB.

### Nazionali
Fu tra i quarantasette pre-convocati dal tecnico Vicente Feola per il campionato del mondo 1966; in tutto conta due presenze in Nazionale di calcio del Brasile, una risalente al 1966 e l'altra al 1968.

## Palmarès

### Club

#### Competizioni nazionali
- Campionato paulista: 1

Palmeiras: 1959
- Torneo Rio-San Paolo: 1

Palmeiras: 1960
- Campionato Mineiro: 2

Atlético-MG: 1970, 1971
- Campionato brasiliano: 1

Atlético Mineiro: 1971